# Requiem for Adam
Requiem for Adam je studiové album amerického smyčcového kvarteta Kronos Quartet. Vyšlo v září roku 2001, kdy jej vydala společnost Nonesuch Records. Obsahuje celkem čtyři skladby, složené Terrym Rileyem jako rekviem za Adama Harringtona – syna zakladatele kvarteta Davida Harringtona, který v roce 1995 jako šestnáctiletý zemřel při výstupu na horu Mount Diablo. Riley byl následně požádán, aby složil tento rekviem. Ten měl premiéru 28. června 1999 v Amsterdamu. V letech 1999 a 2000 pak byla nahrána studiová verze. První tři skladby na albu nahrál kvartet, čtvrtá je sólový klavír v podání Rileyho. Název této čtvrté klavírní skladby („The Philosopher's Hand“) odkazuje na okamžik, kdy Pandit Pran Nath, Rileyův velký vzor a učitel, potřásl Harringtonovi rukou při pohřbu jeho syna.

## Seznam skladeb
Autorem všech skladeb je Terry Riley.
1. Ascending the Heaven Ladder – 13:24
2. Cortejo Fúnebre en el Monte Diablo – 7:05
3. Requiem for Adam – 21:18
4. The Philosopher's Hand – 5:57

## Obsazení
- David Harrington – housle
- John Sherba – housle
- Hank Dutt – viola
- Jennifer Culp – violoncello
- Terry Riley – klavír